# Liste des codes IATA des aéroports/M
Liste des codes IATA des aéroports internationaux.
Le code de deux lettres qui suit la ville est la subdivision du pays (région, État…) selon la norme ISO 3166-2.
- A
- B
- C
- D
- E
- F
- G
- H
- I
- J
- K
- L
- M
- N
- O
- P
- Q
- R
- S
- T
- U
- V
- W
- X
- Y
- Z

- Haut – MA
- MB
- MC
- MD
- ME
- MF
- MG
- MH
- MI
- MJ
- MK
- ML
- MM
- MN
- MO
- MP
- MQ
- MR
- MS
- MT
- MU
- MV
- MW
- MX
- MY
- MZ

## MA
- MAA – Aéroport international de Chennai, Inde
- MAB – Aéroport de Marabá, Pará, Brésil
- MAC – Macon (Downtown), Géorgie, États-Unis
- MAD – Aéroport international de Madrid-Barajas, Espagne
- MAE – Madera, Californie, États-Unis
- MAF – Aéroport et port spatial de Midland, Texas, États-Unis
- MAG – Madang, Papouasie-Nouvelle-Guinée
- MAH – Aéroport de Minorque, Îles Baléares, Espagne
- MAI – Mangochi, District de Mangochi, Malawi
- MAJ – Aéroport international des îles Marshall, Îles Marshall
- MAK – Aéroport de Malakal, Soudan du Sud
- MAL – Mangole, Îles Sula, Moluques, Indonésie
- MAM – Aéroport international de Matamoros, Mexique
- MAN – Aéroport de Manchester, Angleterre, Royaume-Uni
- MAO – Aéroport international de Manaus, Amazonas, Brésil
- MAP – Mamai, Papouasie-Nouvelle-Guinée
- MAQ – Mae Sot, Thailande
- MAR – Aéroport international La Chinita, Maracaibo, Venezuela
- MAS – Île Manus (Lorengau), Papouasie-Nouvelle-Guinée
- MAT – Aéroport de Tshimpi (Matadi), République démocratique du Congo
- MAU – Aérodrome de Maupiti, Polynésie française, France
- MAV – Maloelap, Îles Marshall
- MAW – Malden, Missouri, États-Unis
- MAX – Aérodrome d'Ourossogui, Sénégal
- MAY – Mangrove Cay, Bahamas
- MAZ – Mayagüez (Eugenio Maria de Hostos), Porto Rico

## MB
- MBA – Aéroport international Moi (Mombasa), Kenya
- MBB – Marble Bar, Australie occidentale, Australie
- MBC – Mbigou, Gabon
- MBD – Mmabatho, Bophuthatswana (Int'l), Afrique du Sud
- MBE – Monbetsu, Japon
- MBF – Mont Buffalo, Victoria, Australie
- MBG – Mobridge, Dakota su sud, États-Unis
- MBH – Maryborough, Queensland, Australie
- MBI – Mbeya, Tanzanie
- MBJ – Aéroport international Donald-Sangster (Montego Bay), Jamaïque
- MBK – Matupá, Mato Grosso, Brésil
- MBL – Manistee, Michigan, États-Unis
- MBM – aérodrome de Mkambati (d) , Afrique du Sud
- MBN – Mount Barnett, Australie occidentale, Australie
- MBO – Mamburao, Philippines
- MBP – Moyobamba, Région de San Martín, Pérou
- MBQ – Mbarara, Ouganda
- MBR – M'Bout, Mauritanie
- MBS – Midland/Bay City/Saginaw (Tri City International Airport), Michigan, États-Unis
- MBT – Masbate, Philippines
- MBU – Mbambanakira, Îles Salomon
- MBV – Masa, Papouasie-Nouvelle-Guinée
- MBW – Moorabbin, Victoria, Australie
- MBX – Aéroport de Maribor, Slovénie
- MBY – Moberly (Omar N. Bradley Airport), Missouri, États-Unis
- MBZ – Maués, Amazonas, Brésil

## MC
- MCA – Aérodrome de Macenta, Guinée
- MCB – McComb (Comté de Pike), Mississippi, États-Unis
- MCC – Aéroport de Sacramento McClellan, Californie, États-Unis
- MCD – Île Mackinac, Michigan, États-Unis
- MCE – Aéroport de Merced, Californie, États-Unis
- MCF – MacDill Air Force Base (Tampa), Floride, États-Unis
- MCG – McGrath Airport, Alaska, États-Unis
- MCH – Machala, Équateur
- MCI – Aéroport international de Kansas City, Kansas, États-Unis
- MCJ – Maicao, Colombie
- MCK – McCook, Nebraska, États-Unis
- MCL – McKinley National Park, Alaska, États-Unis
- MCM – Héliport de Monaco, Monaco
- MCN – Macon (Middle Georgia), Géorgie, États-Unis
- MCO – Aéroport international d'Orlando, Floride, États-Unis
- MCP – Aéroport international de Macapá, Amapá, Brésil
- MCQ – Miskolc, Hongrie
- MCR – Melchor de Mencos, Département du Petén, Guatemala
- MCS – Monte Caseros, Argentine
- MCT – Aéroport international de Mascate, Oman
- MCU – Aérodrome de Montluçon Guéret, France
- MCV – MacArthur River, Territoire du Nord, Australie
- MCW – Aéroport municipal de Mason City, Iowa, États-Unis
- MCX – Aéroport de Makhatchkala, Dagestan, Russie
- MCY – Maroochydore, Queensland, Australie
- MCZ – Aéroport international de Maceió, Alagoas, Brésil

## MD
- MDA – San Antonio (Martindale AAF), Texas, États-Unis
- MDB – Melinda, Belize
- MDC – Aéroport international Sam-Ratulangi, Indonésie
- MDD – Midland, Texas, États-Unis
- MDE – Aéroport international José-María-Córdova (Medellín), Colombie
- MDF – Medford (Comté de Taylor), Wisconsin, États-Unis
- MDG – Aéroport international de Mudanjiang Hailang, Chine
- MDH – Carbondale/Murphysboro, Illinois, États-Unis
- MDI – Aéroport de Makurdi, État de Benue, Nigeria
- MDJ – Madras Municipal Airport (en), Oregon, États-Unis
- MDK – Aéroport de Mbandaka, République démocratique du Congo
- MDL – Aéroport international de Mandalay, Birmanie
- MDM – Munduku, Papouasie-Nouvelle-Guinée
- MDN – Madison, Indiana, États-Unis
- MDO – Île Middleton, Alaska, États-Unis
- MDP – Mindiptana, Indonésie
- MDQ – Aéroport Astor Piazzolla de Mar del Plata, Argentine
- MDR – Medfra Airport, Alaska, États-Unis
- MDS – Middle Caicos, Îles Turques-et-Caïques, Royaume-Uni
- MDT – Aéroport international d'Harrisburg (Middletown), Pennsylvanie, États-Unis
- MDU – Mendi, Papouasie-Nouvelle-Guinée
- MDV – Médouneu, Gabon
- MDW – Aéroport international Midway de Chicago, Illinois, États-Unis
- MDX – Mercedes, Argentine
- MDY – Sand Island, Îles Midway, Etats-Unis
- MDZ – Aéroport de Mendoza, Argentine

## ME
- MEA – Macaé, Rio de Janeiro, Brésil
- MEB – Aéroport d'Essendon, Melbourne, Victoria, Australie
- MEC – Aéroport Eloy Alfaro de Manta, Équateur
- MED – Aéroport international Prince Mohammad Bin Abdulaziz (Médine), Arabie saoudite
- MEE – Aérodrome de Maré, Nouvelle-Calédonie, France
- MEF – Melfi, Tchad
- MEG – Aérodrome de Malanje, Angola
- MEH – Mehamn, Norvège
- MEI – Meridian (Key Field), Mississippi, États-Unis
- MEJ – Meadville (Port Meadville Airport), Pennsylvanie, États-Unis
- MEK – Aéroport de Meknès-Bassatine, Maroc
- MEL - Aéroport de Melbourne, Victoria, Australie
- MEM – Aéroport international de Memphis, Tennessee, États-Unis
- MEN – Aérodrome de Mende - Brenoux, France
- MEO – Manteo (Conté de Dare), Caroline de Nord, États-Unis
- MEP – Mersing, Malaisie
- MEQ – Meulaboh, Indonésie
- MER – Castle Air Force Base (Comté de Merced), Californie, États-Unis
- MES – Base aérienne de Soewondo, Indonésie
- MET – Moreton, Queensland, Australie
- MEU – Monte Dourado, Pará, Brésil
- MEV – Minden, (Comté de Douglas), Nevada, États-Unis
- MEW – Aéroport de Mweka, République démocratique du Congo
- MEX – Aéroport international de Mexico, Mexique
- MEY – Aéroport de Meghauli, Népal
- MEZ – Messina, Afrique du Sud

## MF
- MFA – Île Mafia, Tanzanie
- MFB – Monfort, Colombie
- MFC – Mafeteng, Afrique du Sud
- MFD – Mansfield, Ohio, États-Unis
- MFE – McAllen, Texas, États-Unis
- MFF – Aérodrome de Moanda, Gabon
- MFG – Muzaffarabad, Pakistan
- MFI – Marshfield, Wisconsin, États-Unis
- MFJ – Île Moala, Fidji
- MFK – Aéroport de Beigan, Taïwan
- MFL – Wandovale (Mt. Full Stop), Queensland, Australie
- MFM – Aéroport international de Macao, Chine
- MFN – Milford Sound, Nouvelle-Zélande
- MFO – Manguna, Papouasie-Nouvelle-Guinée
- MFP – Manners Creek, Territoire du Nord, Australie
- MFQ – Aéroport de Maradi, Niger
- MFR – Aéroport de Medford-Rogue Valley, Oregon, États-Unis
- MFS – Miraflores, Colombie
- MFU – Aérodrome de M'fuwe, Zambie
- MFV – Melfa (Comté d’Accomack), Virginie, États-Unis
- MFW – Île Magaruque, Mozambique
- MFX – Altiport de Méribel, France
- MFY – Mayfaah, Yémen
- MFZ – Mesalia, Papouasie-Nouvelle-Guinée

## MG
- MGA – Aéroport international de Managua (Augusto Cesar Sandino), Nicaragua
- MGB – Mount Gambier, Australie méridionale, Australie
- MGC – Michigan City, Indiana, États-Unis
- MGD – Magdalena, Bolivie
- MGE – Marietta (Dobbins Air Reserve Base), Géorgie, États-Unis
- MGF – Aéroport régional de Maringá, Paraná, Brésil
- MGG – Margarima, Papouasie-Nouvelle-Guinée
- MGH – Margate, Afrique du Sud
- MGI – Île Matagorda, Texas, États-Unis
- MGJ – Montgomery (Comté d’Orange), New York, États-Unis
- MGK – Mong Ton, Birmanie
- MGL – Mönchengladbach, Allemagne
- MGM – Aéroport régional de Montgomery, Alabama, États-Unis
- MGN – Magangué, Colombie
- MGO – Manéga, Gabon
- MGP – Manga, Îles Salomon
- MGQ – Aéroport international de Mogadiscio, Somalie
- MGR – Moultrie, Géorgie, États-Unis
- MGS – Mangaia, Îles Cook
- MGT – Île Millingimbi, Territoire du Nord, Australie
- MGU – Manaung, Burma, Birmanie
- MGV – Margaret River, Australie-Occidentale, Australie
- MGW – Morgantown, Virginie-Occidentale, États-Unis
- MGX – Moabi, Gabon
- MGY – Dayton, Ohio, États-Unis
- MGZ – Aéroport international de Mergui, Birmanie

## MH
- MHA – Mahdia, Guyana
- MHB – Auckland (Mechanics Bay), Nouvelle-Zélande
- MHC – Aérodrome de Mocopulli, Chili
- MHD – Aéroport international Shahid Hashemi Nejad, Mashhad, Iran
- MHE – Mitchell, Dakota du Sud, États-Unis
- MHF – Morichal, Colombie
- MHG – Aéroport de Mannheim, Allemagne
- MHH – Aéroport de Marsh Harbour, Abaco, Bahamas
- MHI – Aéroport de Moucha, Djibouti
- MHK – Manhattan, Kansas, États-Unis
- MHL – Marshall, Missouri, États-Unis
- MHM – Minchumina, Alaska, États-Unis
- MHN – Mullen (Comté de Hooker), Nebraska, États-Unis
- MHO – Mount House, Australie occidentale, Australie
- MHP – Minsk (Minsk-1 Airport), Biélorussie
- MHQ – Aéroport de Mariehamn, Finlande
- MHR – Aéroport de Sacramento Mather, Californie, États-Unis
- MHS – Mont Shasta, Californie, États-Unis
- MHT – Aéroport régional de Manchester, New Hampshire, États-Unis
- MHU – Mont Hotham, Victoria, Australie
- MHV – Aéroport et port spatial de Mojave, Californie, États-Unis
- MHW – Monteagudo, Bolivie
- MHX – Île Manihiki, Îles Cook
- MHY – Morehead, Papouasie-Nouvelle-Guinée
- MHZ – RAF Mildenhall, Angleterre, Royaume-Uni

## MI
- MIA – Aéroport international de Miami, Floride, États-Unis
- MIB – Minot Air Force Base, Dakota du Nord, États-Unis
- MIC – Minneapolis (Aéroport Crystal), Minnesota, États-Unis
- MID – Aéroport de Mérida, Mexique
- MIE – Muncie (Comté de Delaware), Indiana, États-Unis
- MIF – Monahans (Aéroport Roy Hurd), Texas, États-Unis
- MIG – Aéroport de Mianyang Nanjiao, Chine
- MIH – Parc national de la rivière Mitchell, Australie-Occidentale, Australie
- MII – Aéroport de Marília, São Paulo, Brésil
- MIJ – Île Mili, Îles Marshall
- MIK – Mikkeli, Finlande
- MIL – Milan (Aire métropolitaine), Italie
- MIM – Merimbula, Nouvelle Galles du Sud, Australie
- MIN – Minnipa, Australie méridionale, Australie
- MIO – Miami, Oklahoma, États-Unis
- MIP – Mitzpe Ramon, Israël
- MIQ – Omaha (Aéroport Millard), Nebraska, États-Unis
- MIR – Aéroport international de Monastir Habib-Bourguiba, Tunisie
- MIS – Misima, Papouasie-Nouvelle-Guinée
- MIT – Shafter (Minter Field), Californie, États-Unis
- MIU – Aéroport international de Maiduguri, Nigeria
- MIV – Millville, New Jersey, États-Unis
- MIW – Marshalltown, Iowa, États-Unis
- MIX – Miriti, Colombie
- MIZ – Mainoru, Territoires du Nord, Australie

## MJ
- MJA – Aérodrome de Manja, Madagascar
- MJB – Île Mejit, Île Marshall
- MJC – Aérodrome de Man, Côte d'Ivoire
- MJD – Mohenjo-daro, Pakistan
- MJE – Majkin, Îles Marshall
- MJF – Mosjøen, Norvège
- MJG – Mayajiqua, Cuba
- MJH – Majma, Arabie saoudite
- MJI – Aéroport de Milaga, Libye
- MJJ – Moki, Papouasie-Nouvelle-Guinée
- MJK – Monkey Mia, Australie occidentale, Australie
- MJL – Mouila, Gabon
- MJM – Aéroport de Mbuji-Mayi, République démocratique du Congo
- MJN – Aérodrome d'Amborovy, Madagascar
- MJO – Mont Etjo, Namibie
- MJP – Manjimup, Australie occidentale, Australie
- MJQ – Jackson, Minnesota, États-Unis
- MJR – Miramar, Argentine
- MJS – Maganja da Costa, Mozambique
- MJT – Aéroport international de Mytilène, Lesbos, Grèce
- MJU – Mamuju, Indonésie
- MJV – Aéroport de Murcie-San Javier, Espagne
- MJY – Mangunjaya, Indonésie
- MJZ – Aéroport de Mirny, République de Sakha, Russie

## MK
- MKA – Marienbad, Tchéquie
- MKB – Mékambo, Gabon
- MKC – Kansas City (Downtown Airport), Missouri, États-Unis
- MKD – Metekel, Éthiopie
- MKE – Aéroport international General Mitchell de Milwaukee, Wisconsin, États-Unis
- MKF – Columbus (McKenna Army Air Field), Géorgie, États-Unis
- MKG – Aéroport du comté de Muskegon, Michigan, États-Unis
- MKH – Mokhotlong, Lesotho
- MKI – Mboki, République centrafricaine
- MKJ – Aéroport de Makoua, République du Congo
- MKK – Molokai/Hoolehua (Kaunakakai), Hawaï, États-Unis
- MKL – Jackson (McKellar-Sipes), Tennessee, États-Unis
- MKM – Mukah, Sarawak, Malaisie
- MKN – Malekolon, Papouasie-Nouvelle-Guinée
- MKO – Muskogee (Davis Field), Oklahoma, États-Unis
- MKP – Aérodrome de Makemo, Polynésie française, France
- MKQ – Aéroport de Mopah, Indonésie
- MKR – Meekatharra, Australie occidentale, Australie
- MKS – Mekane Selam, Éthiopie
- MKT – Mankato, Minnesota, États-Unis
- MKU – Aérodrome de Makokou, Gabon
- MKV – Mount Cavenagh, Territoire du Nord , Australie
- MKW – Manokwari, Indonésie
- MKX – Mukalla, Yémen
- MKY – Mackay, Queensland, Australie
- MKZ – Aéroport international de Malacca (Batu Berendam), Malaisie

## ML
- MLA – Aéroport international de Malte, Malte
- MLB – Aéroport d'Orlando-Melbourne, Floride, États-Unis
- MLC – McAlester, Okhlaoma, États-Unis
- MLD – Malad City, Idaho, États-Unis
- MLE – Aéroport international de Malé, Maldives
- MLF – Milford, Utah, États-Unis
- MLG – Aéroport Abdul-Rachman-Saleh, Indonésie
- MLH – Aéroport de Bâle-Mulhouse-Fribourg, France
- MLI – Moline (Quad-City), Illinois, États-Unis
- MLJ – Milledgeville (Comté de Baldwin), Géorgie, États-Unis
- MLK – Malta, Montana, États-Unis
- MLL – Marshall, Alaska, États-Unis
- MLM – Aéroport international de Morelia, Mexique
- MLN – Aéroport de Melilla, Espagne
- MLO – Aérodrome de Milos, Grèce
- MLP – Malabang, Philippines
- MLQ – Malalaua, Papouasie-Nouvelle-Guinée
- MLR – Millicent, Australie méridionale, Australie
- MLS – Miles City (Frank Wiley Field), Montana, États-Unis
- MLT – Millinocket, Maine, États-Unis
- MLU – Monroe, Louisiane, États-Unis
- MLV – Merluna, Queensland, Australie
- MLW – Monrovia (Spriggs Payne), Liberia
- MLX – Malatya, Turquie
- MLY – Manley Hot Springs, Alaska, États-Unis
- MLZ – Melo, Uruguay

## MM
- MMA – Malmö (Aire métropolitaine), Suède
- MMB – Ōzora (Memanbetsu), Japon
- MMC – Ciudad Mante, Tamaulipas, Mexique
- MMD – Minamidaitō, Okinawa, Japon
- MME – Aéroport de Durham Tees Valley, Angleterre, Royaume-Uni
- MMF – Aéroport de Mamfé, Cameroun
- MMG – Mount Magnet, Australie occidentale, Australie
- MMH – Mammoth Lakes, Californie, États-Unis
- MMI – Athens (Comté de McMinn), Tennessee, États-Unis
- MMJ – Matsumoto, Japon
- MMK – Aéroport de Mourmansk, Russie
- MML – Marshall (Ryan Field), Minnesota, États-Unis
- MMM – Middlemount, Queensland, Australie
- MMN – Stow (Minute Man Airfield), Massachusetts, États-Unis
- MMO – Aérodrome de Maio, Cap-Vert
- MMP – Santa Cruz de Mompox, Colombie
- MMQ – Mbala, Zambie
- MMR – Austin (Camp Maybry), Texas, États-Unis
- MMS – Marks (Selfs Airport), Mississippi, États-Unis
- MMT – Columbia (McEntire National Guard), Caroline du Sud, États-Unis
- MMU – Morristown, New Jersey, États-Unis
- MMV – McMinnville, Oregon, États-Unis
- MMW – Moma, Mozambique
- MMX – Aéroport de Malmö, Suède
- MMY – Aérodrome de Miyako, Ryuku, Japon
- MMZ – Aérodrome de Maïmana, Afghanistan

## MN
- MNA – Melangguane, Indonésie
- MNB – Aéroport de Muanda, République démocratique du Congo
- MNC – Aérodrome de Nacala, Mozambique
- MND – Medina, Colombie
- MNE – Mungeranie, Australie méridionale, Australie
- MNF – Île Mana, Fidji
- MNG – Maningrida, Territoire du Nord, Australie
- MNH – Al-Musannah, Oman
- MNI – Aéroport John A. Osborne, Montserrat, Royaume-Uni
- MNJ – Aérodrome de Mananjary, Madagascar
- MNK – Maiana, Kiribati
- MNL – Aéroport international Ninoy Aquino (Manille), Philippines
- MNM – Menominee, Michigan, États-Unis
- MNN – Marion, Ohio, États-Unis
- MNO – Manono, République démocratique du Congo
- MNP – Maron, Papouasie-Nouvelle-Guinée
- MNQ – Monto, Queensland, Australie
- MNR – Mongu, Zambie
- MNS – Mansa, Zambie
- MNT – Minto, Alaska, États-Unis
- MNU – Moulmein, Birmanie
- MNV – Mountain Valley, Territoire du Nord, Australie
- MNW – MacDonald Downs, Territoire du Nord, Australie
- MNX – Manicoré, Amazonas, Brésil
- MNY – Île Mono, Îles Salomon
- MNZ – Manassas, Virginie, États-Unis

## MO
- MOA – Moa, Cuba
- MOB – Aéroport régional de Mobile, Alabama, États-Unis
- MOC – Montes Claros, Minas Gerais, Brésil
- MOD – Modesto (Harry Sham Field), Californie, États-Unis
- MOE – Momeik, Birmanie
- MOF – Maumere, Indonésie
- MOG – Monghsat, Birmanie
- MOH – Morowali, Inde
- MOI – Mitiaro, Îles Cook
- MOJ – Moengo, Suriname
- MOK – Muynak, Ouzbekistan
- MOL – Aéroport de Molde, Årø, Norvège
- MOM – Moudjeria, Mauritanie
- MON – Mont Cook, Nouvelle-Zélande
- MOO – Moomba, Australie méridionale, Australie
- MOP – Aéroport municipal de Mount Pleasant, Michigan, États-Unis
- MOQ – Aérodrome de Morondava, Madagascar
- MOR – Morristown (Moore-Murrell), Tennessee, États-Unis
- MOS – Elim (Moses Point Airport), Alaska, États-Unis
- MOT – Aéroport international de Minot, Dakota du Nord, États-Unis
- MOU – Mountain Village, Alaska, États-Unis[1]
- MOV – Moranbah, Queensland, Australie
- MOW – Moscou (Aire métropolitaine), Russie
- MOX – Morris, Minnesota, États-Unis
- MOY – Monterrey, Colombie
- MOZ – Aéroport de Moorea, Polynésie française, France

## MP
- MPA – Aérodrome de Katima Mulilo-Mpacha, Namibie
- MPB – Miami (Chalk Seaplane Base), Floride, États-Unis
- MPC – Muko Muko, Indonésie
- MPD – Mirpur Khas, Pakistan
- MPE – Madison (Griswold Airport), Connecticut, États-Unis
- MPF – Mapoda, Papouasie-Nouvelle-Guinée
- MPG – Makini, Papouasie-Nouvelle-Guinée
- MPH – Aéroport Godofredo P. Ramos, Philippines
- MPI – Mamitupo, Panama
- MPJ – Morrilton (Petit Jean Park), Arizona, États-Unis
- MPK – Mokpo, Corée du Sud
- MPL – Aéroport de Montpellier-Méditerranée, France
- MPM – Aéroport international de Maputo, Mozambique
- MPN – RAF Mount Pleasant, Iles Falkland, Royaume-Uni
- MPO – Mount Pocono, Pennsylvanie, États-Unis
- MPP – Mulatupo, Panama
- MPQ – Ma'an, Jordanie
- MPR – McPherson, Kansas, États-Unis
- MPS – Mount Pleasant, Texas, États-Unis
- MPT – Maliana, Indonésie
- MPU – Mapua, Papouasie-Nouvelle-Guinée
- MPV – Aéroport d'État Edward F. Knapp, Vermont, États-Unis
- MPW – Aéroport de Marioupol, Donetsk, Ukraine
- MPX – Miyanmin, Papouasie-Nouvelle-Guinée
- MPY – Aérodrome de Maripasoula, Guyane, France
- MPZ – Mount Pleasant, Iowa, États-Unis

## MQ
- MQA – Mandora, Australie occidentale, Australie
- MQB – Macomb, Illinois, États-Unis
- MQC – Aérodrome de Miquelon, Saint-Pierre-et-Miquelon, France
- MQD – Maquinchao, Argentine
- MQE – Marqua, Territoire du Nord, Australie
- MQF – Aéroport international de Magnitogorsk, Oblast de Tcheliabinsk, Russie
- MQG – Midgard, Namibie
- MQH – Minaçu, Goiás, Brésil
- MQI – Quincy (Heliport), Massachusetts, États-Unis
- MQJ – Indianapolis (Mount Comfort Airport), Indiana, États-Unis
- MQL – Mildura, Victoria, Australie
- MQN – Mo i Rana (Rossvoll), Norvège
- MQP – Aéroport du Kruger Mpumalanga, Afrique du Sud
- MQQ – Aéroport de Moundou, Tchad
- MQR – Mosquera, Colombie
- MQS – Moustique, Saint-Vincent-et-les-Grenadines
- MQT – Aéroport international de Sawyer, Michigan, États-Unis
- MQU – San Sebastián de Mariquita, Colombie
- MQV – Aéroport de Mostaganem, Algérie
- MQW – McRae (Telfair-Wheeler Airport), Géorgie, États-Unis
- MQX – Aéroport Alula Aba Nega, Éthiopie
- MQY – Smyrna, Tennessee, États-Unis
- MQZ – Margaret River, Australie-Occidentale, Australie

## MR
- MRA – Aéroport de Misrata, Libye
- MRB – Martinsburg (Shepherd Field), Virginie-Occidentale, États-Unis
- MRC – Columbia (Comté de Maury), Tennessee, États-Unis
- MRD – Aéroport Alberto-Carnevalli, Venezuela
- MRE – Masai Mara, Kenya
- MRF – Marfa Municipal Airport, Texas, États-Unis
- MRG – Mareeba, Queensland, Australie
- MRH – May River, Papouasie-Nouvelle-Guinée
- MRI – Anchorage (Merrill Field), Alaska, États-Unis
- MRJ – Marcala, Honduras
- MRK – Marco Island, Floride, États-Unis
- MRL – Miners Lake, Queensland, Australie
- MRM – Manare, Papouasie-Nouvelle-Guinée
- MRN – Morganton-Lenoir, Caroline du Nord, États-Unis
- MRO – Masterton, Nouvelle-Zélande
- MRP – Marla, Australie-Méridionale, Australie
- MRQ – Marinduque, Philippines
- MRR – Macará (J. M. Velasco Ibarra), Équateur
- MRS – Aéroport Marseille-Provence, France
- MRT – Moroak, Territoires du Nord, Australie
- MRU – Aéroport international Sir Seewoosagur Ramgoolam, Île Maurice
- MRV – Aéroport de Mineralnye Vody, Kraï de Stavropol, Russie
- MRW – Morioka, Japon
- MRX – Bandar-e Mahchahr, Iran
- MRY – Aéroport régional de Monterey, Californie, États-Unis
- MRZ – Moree, Nouvelle-Galles du Sud, Australie

## MS
- MSA – Aéroport de Muskrat Dam, Ontario, Canada
- MSC – Aéroport de Mesa-Falcon Field, Arizona, États-Unis
- MSD – Mount Pleasant, Utah, États-Unis
- MSE – Aéroport de Manston, Angleterre, Royaume-Uni
- MSF – Mount Swan, Territoire du Nord, Australie
- MSG – Matsaile, Lesotho
- MSH – Masirah, Oman
- MSI – Masalembo, Indonésie
- MSJ – Misawa, Japon
- MSK – Mastic Point, Bahamas
- MSL – Muscle Shoals/Florence, Alabama, États-Unis
- MSM – Masi-Manimba, République démocratique du Congo
- MSN – Aéroport de Madison/comté de Dane, Wioming, États-Unis
- MSO – Aéroport international de Missoula, Montana, États-Unis
- MSP – Aéroport international de Minneapolis-Saint-Paul, Minnesota, États-Unis
- MSQ – Aéroport international de Minsk (Loshitsa), Biélorussie
- MSR – Muş, Turquie
- MSS – Massena (Richards Field (en)), New York, États-Unis
- MST – Aéroport de Maastricht-Aix-la-Chapelle, Pays-Bas
- MSU – Aéroport international de Maseru, Lesotho
- MSV – Monticello (Comté de Sullivan), New York, États-Unis
- MSW – Massaoua, Érythrée
- MSX – Mossendjo, République du Congo
- MSY – Aéroport international Louis Armstrong de La Nouvelle-Orléans, Louisiane, États-Unis
- MSZ – Aéroport de Moçâmedes, Angola

## MT
- MTA – Matamata, Nouvelle-Zélande
- MTB – Montelíbano, Colombie
- MTC – Mount Clemens (Air National Guard), Michigan, États-Unis
- MTD – Mount Sanford, Territoire du Nord, Australie
- MTE – Monte Alegre, Pará, Brésil
- MTF – Mizan Teferi, Éthiopie
- MTG – Mato Grosso, Mato Grosso, Brésil
- MTH – Marathon, Floride, États-Unis
- MTI – Mosteiros, Cap Vert
- MTJ – Montrose, Colorado, États-Unis
- MTK – Aérodrome de Makin, Kiribati
- MTL – Maitland, Nouvelle-Galles du sud, Australie
- MTM – Metlakatla, Alaska, États-Unis
- MTN – Aéroport Martin State, Maryland, États-Unis
- MTO – Mattoon/Charleston (Comté de Coles), Illinois, États-Unis
- MTP – Montauk, New York, États-Unis
- MTQ – Mitchell, Queensland, Australie
- MTR – Monteria, Colombie
- MTS – Aéroport international de Matsapha, Manzini, Eswatini
- MTT – Aéroport international de Minatitlán, Mexique
- MTU – Montepuez, Mozambique
- MTV – Mota Lava, Vanuatu
- MTW – Manitowoc, Wisconsin, États-Unis
- MTX – Fairbanks (Metro Field), Alaska, États-Unis
- MTY – Aéroport international de Monterrey, Mexique
- MTZ – Massada, Israël

## MU
- MUA – Munda, Nouvelle-Géorgie, Îles Salomon
- MUB – Aéroport de Maun, Botswana
- MUC – Aéroport international Franz-Josef-Strauss de Munich, Allemagne
- MUD – Mueda, Ouganda
- MUE – Kamuela (Waimea-Kohala Airport), Hawaï, États-Unis
- MUF – Muting, Indonésie
- MUG – Mulege, Mexique
- MUH – Aéroport de Marsa Matruh, Égypte
- MUI – Indiantown (Muir Army Air Field), Pennsylvanie, États-Unis
- MUJ – Mui, Éthiopie
- MUK – Mauke, Îles Cook
- MUL – Moultrie (Spence Airport), Géorgie, États-Unis
- MUM – Mumias, Kenya
- MUN – Aéroport international José Tadeo Monagas, Venezuela
- MUO – Mountain Home Air Force Base, Idaho, États-Unis
- MUP – Mulga Park, Territoire du Nord, Australie
- MUQ – Muccan, Australie occidentale, Australie
- MUR – Aéroport de Marudi, Sarawak, Malaisie
- MUS – Minamitori-shima, Japon
- MUT – Muscatine, Iowa, États-Unis
- MUU – Mount Union (Comté d'Huntingdon), Pennsylvanie, États-Unis
- MUV – Philadelphie (Mustin ALF), Pennsylvanie, États-Unis
- MUW – Aéroport de Ghriss, Algérie
- MUX – Aéroport international de Multan, Pakistan
- MUY – Mouyondzi, République du Congo
- MUZ – Musoma, Tanzanie

## MV
- MVA – Mývatn (Reykjahlidh), Islande
- MVB – Aéroport de Franceville, Gabon
- MVC – Monroeville (Comté de Monroe), Alabama, États-Unis
- MVD – Aéroport international de Carrasco, Uruguay
- MVE – Montevideo (Comté de Chippewa), Minnesota, États-Unis
- MVF – Mossoró, Rio Grande do Norte, Brésil
- MVG – Mevang, Gabon
- MVH – Macksville (Smith Field), Kansas, États-Unis
- MVI – Manetai, Papouasie-Nouvelle-Guinée
- MVJ – Mandeville, Jamaïque
- MVK – Mulka, Australie méridionale, Australie
- MVL – Morrisville/Stowe, Vermont, États-Unis
- MVM – Kayenta, Arizona, États-Unis
- MVN – Mount Vernon, Illinois, États-Unis
- MVO – Mongo, Tchad
- MVP – Mitú, Colombie
- MVQ – Mahiliow, Biélorussie
- MVR – Aéroport international de Maroua Salak, Cameroun
- MVS – Mucuri, Bahia, Brésil
- MVT – Aérodrome de Mataiva, Polynésie française, France
- MVU – Musgrave, Queensland, Australie
- MVV – Altiport de Megève, France
- MVW – Mount Vernon (Aéroport Barker), Washington, États-Unis
- MVX – Minvoul, Gabon
- MVY – Martha's Vineyard (Vineyard Haven), Massachusetts, États-Unis
- MVZ – Masvingo, Zimbabwe

## MW
- MWA – Marion (Comtė de Williamson), Illinois, États-Unis
- MWB – Morawa, Australie occidentale, Australie
- MWC – Milwaukee (Lawrence J. Timmerman), Wisconsin, États-Unis
- MWD – Mianwali, Pakistan
- MWE – Merowe, Soudan
- MWF – Maewo, Vanuatu
- MWG – Marawaka, Papouasie-Nouvelle-Guinée
- MWH – Moses Lake (Comté de Grant), Washington, États-Unis
- MWI – Maramuni, Papouasie-Nouvelle-Guinée
- MWJ – Matthews Ridge, Guyana
- MWK – Matak, Indonésie
- MWL – Mineral Wells, Texas, États-Unis
- MWM – Windom, Minnesota, États-Unis
- MWN – Mwadui, Tanzanie
- MWO – Middletown (Hook Field), Ohio, États-Unis
- MWP – Mountain, Népal
- MWQ – Magwe, Birmanie
- MWR – Motswari, Afrique du Sud
- MWS – Mont Wilson, Californie, États-Unis
- MWT – Moolawatana, Australie méridionale, Australie
- MWU – Mussau, Papouasie-Nouvelle-Guinée
- MWV – Sen Monorom, Cambodge
- MWX – Aéroport international de Muan, Corée du Sud
- MWY – Miranda Downs, Queensland, Australie
- MWZ – Mwanza, Tanzanie

## MX
- MXA – Manila, Arkansas, États-Unis
- MXB – Masamba, Indonésie
- MXC – Monticello (Comté de San Juan), Utah, États-Unis
- MXD – Marion Downs, Queensland, Australie
- MXE – Laurinburg-Maxton, Caroline du Nord, États-Unis
- MXF – Maxwell Air Force Base, Alabama, États-Unis
- MXG – Marlborough, Massachusetts, États-Unis
- MXI – Mati, Philippines
- MXJ – Aéroport de Minna, Nigeria
- MXK – Mindik, Papouasie-Nouvelle-Guinée
- MXL – Aéroport international de Mexicali, Mexique
- MXM – Aérodrome de Morombe, Madagascar
- MXN – Aéroport de Morlaix Ploujean, France
- MXO – Monticello, Iowa, États-Unis
- MXP – Aéroport de Milan Malpensa, Italie
- MXQ – Mitchell River, Queensland, Australie
- MXR – Base aérienne de Myrhorod, Poltava, Ukraine
- MXS – Maota, Samoa
- MXT – Aérodrome de Maintirano, Madagascar
- MXU – Mullewa, Australie occidentale, Australie
- MXV – Mörön, Mongolie
- MXW – Mandalgovĭ, Mongolie
- MXX – Aérodrome de Mora-Siljan, Suède
- MXY – McCarthy, Alaska, États-Unis
- MXZ – Meizhou, Chine

## MY
- MYA – Moruya, Nouvelle Galles du Sud, Australie
- MYB – Macumba, Gabon
- MYC – Maracay, Venezuela
- MYD – Malindi, Kenya
- MYE – Miyake-jima, Japon
- MYF – Montgomery Field, Californie, États-Unis
- MYG – Mayaguana, Bahamas
- MYH – Marble Canyon, Arizona, États-Unis
- MYI – Murray Islands, Queensland, Australie
- MYJ – Aéroport de Matsuyama, Skikoku, Japon
- MYK – May Creek, Alaska, États-Unis
- MYL – McCall, Idaho, États-Unis
- MYM – Monkey Mountain, Guyana
- MYN – Marib, Yémen
- MYO – Myroodah, Australie occidentale, Australie
- MYP – Aéroport de Mary, Turkménistan
- MYQ – Mysore, Inde
- MYR – Aéroport international de Myrtle Beach, Caroline du Sud, États-Unis
- MYS – Moyale, Province orientale, Éthiopie
- MYT – Myitkyina, Birmanie
- MYU – Mekoryuk, Alaska, États-Unis
- MYV – Marysville (Comté de Yuba), Californie, États-Unis
- MYW – Mtwara, Tanzanie
- MYX – Henyamya, Papouasie-Nouvelle-Guinée
- MYY – Aéroport de Miri, Sarawak, Malaisie
- MYZ – Monkey Bay, Malawi

## MZ
- MZA – Mazamari, Pérou
- MZB – Mocímboa da Praia, Mozambique
- MZC – Mitzic, Gabon
- MZD – Santiago de Méndez, Équateur
- MZE – Spanish Lookout, Belize
- MZF – Mzamba, Afrique du Sud
- MZG – Aéroport de Magong, Taïwan
- MZH – Merzifon, Turquie
- MZI – Aéroport international de Mopti Ambodédjo, Mali
- MZJ – Pinal Airpark, Arizona, États-Unis
- MZK – Marakei, Kiribati
- MZL – Manizales, Colombie
- MZM – Base aérienne 128 Metz-Frescaty, France
- MZN – Minj, Papouasie-Nouvelle-Guinée
- MZO – Manzanillo, Cuba
- MZP – Motueka, Nouvelle-Zélande
- MZQ – Mkuze, Afrique du Sud
- MZR – Aéroport de Mazar-e-Charif, Afghanistan
- MZS – Mostyn, Malaisie
- MZT – Aéroport international général Rafael Buelna, Mexique
- MZU – Muzaffarpur, Inde
- MZV – Aérodrome de Mulu, Malaisie
- MZW – Aéroport de Méchria - Cheikh Bouamama, Algérie
- MZX – Mena, Éthiopie
- MZY – Mossel Bay, Afrique du Sud
- MZZ – Marion, Indiana, États-Unis